# Francesco Geminiani
Francesco Geminiani (ur. 5 grudnia 1687 w Lukce, zm. 17 września 1762 w Dublinie) – włoski kompozytor barokowy, skrzypek, teoretyk muzyki.

## Życiorys
Geminiani był przede wszystkim wirtuozem skrzypiec, jego uczniowie nazywali go Il Furibondo – szaleniec. Sam uczył się gry i komponowania u Scarlattiego, Lonatiego i Corellego. Od roku 1711 był kapelmistrzem w Neapolu. W 1714 roku wyjechał do Londynu, gdzie został protegowanym Williama Capela, 3. hrabiego Essex. W roku 1715 grał wspólnie z Georgiem Friedrichem Händlem dla dworu Jerzego I Hanowerskiego. Grającemu na skrzypcach Geminianiemu akompaniował Händel na klawesynie. Obaj kompozytorzy cenili się nawzajem i przyjaźnili.
Żył w Londynie komponując i grając, zajmował się także kolekcjonowaniem dzieł sztuki. Po wieloletnim pobycie w Paryżu, powrócił do Londynu w 1755. W 1761 roku podczas wizyty w Dublinie służący skradł mu partyturę utworu, nad którym Geminiani długo pracował. Stratę rękopisu muzyk przeżył tak głęboko, że odbiło się to na jego zdrowiu i miało stać się przyczyną wcześniejszej śmierci.
Był autorem wielu concerti grossi. W 1751 roku w Londynie ukazała się jego The Art of Playing on the Violin. Był też autorem Guida harmonica oraz The Art of Playing on the Guitar or Cittra.